# Leupung
Leupung (ook Leupueng) is een plaats in de huidige provincie Atjeh in het noorden van Sumatra, Indonesië.